# 喜马拉雅雀麦
喜马拉雅雀麦（学名：Bromus himalaicus），为禾本科雀麦属下的一个植物种。产西藏（亚东）。生于高山草甸，海拔3000-3500米。分布于尼泊尔、锡金、喜马拉雅地区。模式标本采自锡金。